# Moringa ovalifolia
Moringa ovalifolia — вид сукулентних дерев родини морингових (Moringaceae).

## Поширення
Поширений в Намібії та на піденному заході Анголи. Росте на скелястих виходах у пустелі Наміб.

## Опис
Дерево заввишки до 7 метрів. Стовбур пористий діаметром до 1 метра, зберігає запаси воду. Кора гладка, блідо-сіра. Листя подвійне. Суцвіття — великі волоті, завдовжки від 40 до 50 см. Квітка діаметром лише 2 мм. Плід, розміром 1 см, знаходиться в капсулі.